# L'atroce accademia
L'atroce accademia (The Austere Academy) è il quinto libro della serie Una serie di sfortunati eventi, scritta da Lemony Snicket.

## La trama
Questo romanzo inizia con i fratelli Baudelaire che, insieme al signor Poe, si recano nell'accademia dove avrebbero dovuto passare i loro giorni futuri, la Prufrock Preparatory School. Come al solito Poe lascia i ragazzi nelle mani del destino: dice agli orfani di andare nell'ufficio del vicepreside Nero dove avrebbero ricevuto istruzioni.
Una volta nell'ufficio fanno la conoscenza del terribile vicepreside Nero, un pessimo violinista che crede di essere un grande artista. Il vicepreside, che non fa altro che prendere in giro i ragazzi ripetendo le loro parole, dà loro la prima brutta notizia: Sunny, essendo troppo piccola per frequentare una classe, avrebbe dovuto lavorare come sua segretaria. La seconda brutta notizia non tarda ad arrivare: i ragazzi non avrebbero potuto dormire nel dormitorio perché sprovvisti di autorizzazione. I Baudelaire sono così costretti a dormire in una baracca di lamiera, chiamata Baracca degli orfani. Presto i ragazzi scoprono che la baracca è un luogo orribile: è infatti invasa da granchi e funghi, ed è tappezzata da una orribile carta da parati verde ornata da cuoricini.
Dopo essersi adattati per il meglio i ragazzi vanno alla mensa dove fanno conoscenza con una bambina orribile: Carmelita Ghette, che li prende in giro per la loro orribile nuova dimora.
Ma due ragazzi intervengono in loro aiuto: Duncan e Isadora Pantano e i cinque fanno subito amicizia. I Baudelaire e i Pantano trovano subito molte cose in comune. Anche i Pantano hanno perso i loro genitori in un incendio ed in più hanno perso anche un fratello: Quigley, i Pantano sono infatti dei trigemini. Duncan è appassionato di giornalismo, mentre Isadora è una poetessa che scrive distici, poesie di due versi.
Anche i Pantano erano vissuti nella "Baracca degli orfani" e perciò danno ai Baudelaire dei consigli per rendere sopportabile il soggiorno nella baracca.
Successivamente i ragazzi fanno conoscenza con quelli che sarebbero stati i loro insegnanti: il signor Remora sarebbe stato l'insegnante di Violet e la signora Bass sarebbe stata l'insegnante di Klaus. Le lezioni del signor Remora consistono in una serie di storielle insignificanti sulla vita dello stesso docente, mentre durante le lezioni della signora Bass si studia il sistema metrico decimale e si misura qualsiasi tipo di oggetto.
Un pomeriggio, mentre i Baudelaire e i Pantano si trovavano nella baracca degli orfani a discutere dei loro progetti futuri, entra il vicepreside Nero insieme ad uomo molto alto e con la testa fasciata da un turbante, che viene presentato come l'insegnante di ginnastica Genghis. In realtà Genghis altri non è che il perfido Conte Olaf e ovviamente i Baudelaire lo riconoscono all‘istante, ma decidono di non dire per il momento nulla a Nero. La mattina i Baudelaire vanno insieme a Genghis nell'ufficio del vicepreside cercando di smascherare Olaf con un tranello, ma il tentativo fallisce miseramente.
Il giorno successivo Genghis informa i ragazzi del programma CRAMPO, ovvero un programma di allenamento per orfani. I ragazzi vengono costretti a correre tutta la notte intorno ad un cerchio di vernice fosforescente, sorvegliati dai Pantano che li avrebbero aiutati nel caso Olaf avesse tentato di rapirli, ma durante la notte non accade nulla. Gli allenamenti continuano per nove notti e i ragazzi, non potendo studiare, cominciano ad avere dei problemi scolastici. Nero li avverte allora che avrebbero avuto un esame e, se non l'avessero superato, i ragazzi sarebbero stati espulsi dalla scuola. Inoltre, sono finite le graffette dell'ufficio di Nero e se Sunny non ne avesse create di nuove sarebbe stata licenziata.
I Baudelaire non avrebbero potuto studiare a causa degli allenamenti CRAMPO, ma i Pantano, che nel frattempo avevano fatto molte ricerche su Olaf, si offrono di allenarsi al loro posto sperando che a causa del buio Genghis non li avrebbe riconosciuti.
I Baudelaire passano allora la notte a studiare e a creare graffette ed in questa maniera la mattina superano l'esame e Sunny non viene licenziata. Alla fine dell'esame però Genghis-Olaf entra nell'aula e dice che gli orfani non avevano partecipato alla sua sessione di allenamento. Gli orfani terrorizzati per la sorte dei Pantano tentano di spiegare la situazione ai presenti, ma il vicepreside non sente ragioni ed espelle i ragazzi.
A questo punto interviene il signor Poe e i ragazzi tentano di spiegare a lui la situazione ma, come al solito, Poe non crede alla loro storia. Alla fine i Baudelaire riescono però a convincere il signor Poe a far togliere le scarpe ad Olaf. Olaf allora, capendo di essere stato smascherato, si dà alla fuga e i ragazzi partono all'inseguimento. Arrivati davanti all'auto scoprono con orrore che le due donne dal viso incipriato, vecchie complici di Olaf, stanno trascinando i Pantano nella auto nera del malvagio conte. Olaf e soci riescono a scappare, ma i trigemini hanno il tempo di urlare ai Baudelaire di cercare informazioni su V.F. per conoscere il passato di Olaf ed altre cose molto importanti. Poe comunica ai poveri ragazzi che avrebbero dovuto trovare un nuovo posto dove vivere, visto che Nero li aveva espulsi. I ragazzi allora, ancora più soli, giurano che prima di morire avrebbero risolto il mistero che gettava un'ombra sulle loro vite, ed avrebbero salvato i Pantano.

## Edizioni
- Lemony Snicket, L'atroce accademia, traduzione di Valentina Daniele, salani, 2002,  p. 186, ISBN 88-8451-116-X.